# Pokerkväll i Vårby Gård
Pokerkväll i Vårby Gård är den svenska gruppen Florence Valentins andra musikalbum. Skivan släpptes 13 juni 2007 på skivbolaget Mistlur Records. Titelspåret nådde 57:e plats på singellistan i Sverige.
Albumet fick ett hyfsat mottagande av musikkritiker. Dagens Nyheters Nils Hansson skrev att "The Clash må ha lagt ner redan när Love Antell började i lågstadiet, men i hans musik är 'London calling' fortfarande ny"  medan Svenska Dagbladets Dan Backman menade att albumet "är inget genomarbetetat mästerverk, men når ändå långt med musikalisk energi och en tydlig vilja att förmedla ärligt upplevda – och roligt formulerade – intryck, känslor och åsikter".
Några dagar innan skivsläppet framträdde bandet i Allsång på Skansen.

## Låtlista
1. "Pokerkväll i Vårby Gård" - 2:59
2. "Allt har ett slut" - 4:43
3. "Upp på sociala, ner på systemet" - 3:01
4. "Vilket flum Micke Blom" - 3:32
5. "Smällar man får ta" - 4:09
6. "Samma vindar, samma brackor" - 3:04
7. "16 ton" - 4:03
8. "Hopplös" - 4:55
9. "Då skulle det inte vara jag" - 2:59
10. "Vänner emellan" - 2:57